# Simon van Cyrene

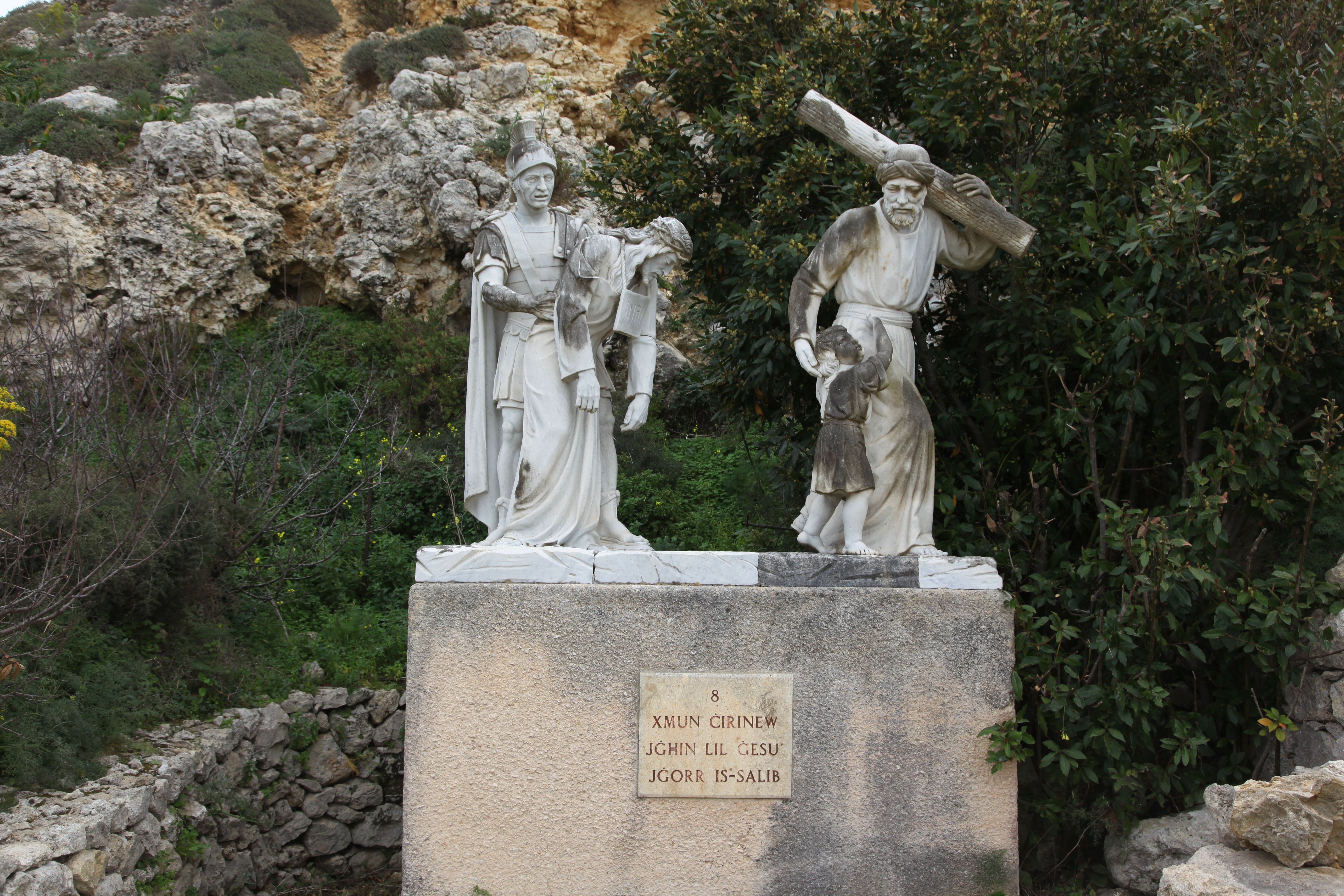
Simon draagt het kruis. Een uitbeelding op Gozo.

Simon van Cyrene wordt in de drie synoptische evangeliën van het Nieuwe Testament genoemd als de man die het kruis van Jezus zou hebben gedragen:
Ze dwongen een voorbijganger die net de stad binnenkwam, Simon van Cyrene, de vader van Alexander en Rufus, om het kruis te dragen.— Marcus 15:21 (Nieuwe Bijbelvertaling)

## Identiteit
Simon van Cyrene was vermoedelijk een Jood uit de diaspora. Deze aanname rust op twee aanwijzingen: Simon is een Hebreeuwse naam, wat het aannemelijk maakt dat hij van joodse afkomst was. Vervolgens betekent de aanduiding 'van Cyrene' waarschijnlijk een afkomst van de gelijknamige Romeinse kolonie in Noord-Afrika. 
Marcus is de enige die zijn zonen Alexander en Rufus noemt (een Griekse respectievelijk Romeinse naam). In Bijbelcommentaren wordt vaak gezegd dat deze Rufus dezelfde zou kunnen zijn als de Rufus die Paulus noemt in Romeinen 16:13. Kennelijk waren Rufus en Alexander bekenden voor de gemeente waarvoor Marcus schreef, omdat hij zijn lezers denkt herkenbare informatie te geven door hen te noemen als de zonen van Simon. Sommige onderzoekers vermoeden daarom dat deze zonen en misschien Simon zelf later tot het christendom zijn bekeerd.

## Gedwongen het kruis te dragen
In de antieke wereld was het gebruikelijk dat een soldaat van een bezettingsmacht (in dit geval het Romeinse Rijk) een lokale burger kon dwingen om iets te dragen of een gelijkaardige opdracht. Simon van Cyrene was, naar het schijnt, een willekeurige voorbijganger die de Romeinse soldaten nodig hadden om Jezus' kruis, of althans een deel daarvan, te dragen. In de christelijke traditie over de Kruisweg is het gangbaar te zeggen dat Jezus al te zeer fysiek verzwakt was door de geselingen om zijn eigen kruis te dragen. De rekrutering van Simon kan ook gezien worden als een voortzetting van de spot door de soldaten. De balk van het kruis was dan een parodie van de fasces die dienaren van een magistraat in een processie meedroegen.

## Johannes
Het evangelie volgens Johannes noemt Simon van Cyrene niet. Volgens Johannes 19:17 zou Jezus zelf zijn eigen kruis hebben gedragen. Ook in tegenstelling tot de synoptische evangeliën werd Jezus volgens Johannes niet weggevoerd en gekruisigd door Romeinse soldaten, maar door de joodse hogepriesters (19:15–18). Waarom Johannes Simon niet noemt is niet zeker; wellicht kwam die persoon niet voor in de bronnen die Johannes ter beschikking had, of heeft hij Simon bewust uit zijn verhaal weggelaten. Het laatste past goed bij de uitdrukkelijke vermelding dat Jezus zélf zijn kruis droeg en de tendens in Johannes om Jezus veel meer initiatief te geven.

## Overige bronnen
Er zijn enkele buiten-Bijbelse bronnen, zoals de docetische Tweede verhandeling van de grote Seth (een geschrift vermoedelijk uit de 3e eeuw), die vermelden dat Simon van Cyrene niet alleen het kruis droeg voor Jezus, maar ook in zijn plaats is gekruisigd. Ook de gnosticus Basilides vermeldt dit. In kringen van Manicheeërs, maar ook in sommige islamitische kringen komt dit gedachtegoed voor.